# District de Bicske
Le district de Bicske (en hongrois : Bicskei járás) est un des 8 districts du comitat de Fejér en Hongrie. Créé en 2013, il compte 34 597 habitants et rassemble 14 localités : 12 communes et 2 villes dont Bicske, son chef-lieu.
Cette entité existait déjà auparavant. Elle a été mise en place en 1948 et a remplacé le district de Váli. Elle a été supprimée lors de la réforme territoriale de 1983.

## Localités
- Alcsútdoboz
- Bicske
- Bodmér
- Csabdi
- Csákvár
- Etyek
- Felcsút
- Gánt
- Mány
- Óbarok
- Szár
- Tabajd
- Újbarok
- Vértesacsa
- Vértesboglár